# توني ريس (لاعب كرة قدم)
توني ريس (بالإنجليزية: Tony Rees)‏ هو لاعب كرة قدم ومدرب كرة قدم بريطاني في مركز الهجوم، ولد في 1 أغسطس 1964 في Merthyr Tydfil ‏ في المملكة المتحدة. شارك مع منتخب ويلز تحت 21 سنة لكرة القدم ومنتخب ويلز لكرة القدم. أما مع النوادي، فقد لعب مع أستون فيلا وبرمنغهام سيتي وشروزبري تاون وغريمسبي تاون ونادي بارنسلي ونادي بيتربورو يونايتد ووست بروميتش ألبيون.